# Солоріна мішкувата
Солоріна мішкувата (Solorina saccata) — вид лишайників родини пельтигерові (Peltigeraceae).

## Поширення
Вид поширений у арктичних та високогірних районах Європи, Росії, Монголії, Японії, Північній Америці та Гренландії. В Україні зустрічається в Карпатах. Зареєстрований у Закарпатській та Івано-Франківській областях.

## Охорона
Вид занесений до Червоної книги України зі статусом «Вразливий». Охороняється у Карпатському біосферному заповіднику.